# Jules Bordet
Jules Jean Baptiste Vincent Borde (Soignies, Bélgica, 13 de junio de 1870 - 6 de abril de 1961) fue un médico inmunólogo y microbiólogo belga.
Se doctoró en Medicina en la Universidad Libre de Bruselas en 1892 y empezó a trabajar en el Instituto Pasteur de París en 1894. En 1899 fundó el Instituto Pasteur en Bruselas.
En el año 1919 se le concedió el Premio Nobel de Fisiología y Medicina por sus descubrimientos sobre la inmunidad. Por el hallazgo de la capacidad bactericida del suero de la sangre de los mamíferos, acción mediada por dos componentes, uno termoestable, los anticuerpos, y otro termolábil, conocido como complemento, y por la definición de la ligazón en el complejo antígeno-anticuerpo, la llamada fijación de complemento, para producir inmunidad.
Fue el descubridor del bacilo que produce la tos ferina, el Bordetella pertussis, y desarrolló una vacuna contra esta enfermedad. 
En 1933 preside el Consejo Científico del Instituto Pasteur de París.

## Honores

### Eponimia
El Instituto Bordet, situado en Bruselas, único hospital oncológico de Bélgica y centro de referencia nacional de oncología lleva su nombre.
El género de bacterias Bordetella recibió ese nombre por él.
| Predecesor: Robert Bárány | Premio Nobel de Fisiología o Medicina 1919 | Sucesor: Schack August Steenberg Krogh |

- Datos: Q211787
- Multimedia: Jules Bordet / Q211787